# Anton Steiner
Anton Steiner (ur. 20 września 1958 w Lienzu) – austriacki narciarz alpejski, brązowy medalista olimpijski oraz brązowy medalista mistrzostw świata.

## Kariera
W zawodach Pucharu Świata Anton Steiner zadebiutował w 1975 roku. Pierwsze pucharowe punkty wywalczył 9 stycznia 1976 roku w Wengen, gdzie był ósmy w biegu zjazdowym. Osiem dni później we francuskim Morzine po raz pierwszy stanął na podium, zajmując trzecie miejsce w tej samej konkurencji. W zawodach tych wyprzedzili go jedynie jego rodak - Franz Klammer oraz Bernhard Russi ze Szwajcarii. Było to jego jedyne podium w sezonie 1975/1976, który ukończył ostatecznie na 16. pozycji. W lutym 1976 roku brał udział w igrzyskach olimpijskich w Innsbrucku, gdzie zajął 22. miejsce w slalomie, a rywalizacji w zjeździe nie ukończył. Jedno podium w zawodach PŚ wywalczył także w sezonie 1976/1977, tym razem zajmując trzecie miejsce w kombinacji 16 stycznia w 1977 roku w Kitzbühel. Sezon ten zakończył na 27. pozycji.
Blisko pierwszego medalu był podczas mistrzostw świata w Garmisch-Partenkirchen w 1978 roku. W slalomie zajął tam czwarte miejsce, przegrywając walkę o podium z Willim Frommeltem z Liechtensteinu o 0,27 sekundy. Na tych mistrzostwach był ponadto czternasty w gigancie. W zawodach pucharowych trzykrotnie znalazł się w czołowej dziesiątce, jednak na podium nie stanął. W klasyfikacji generalnej zajął dopiero 39. miejsce. Lepszą formę prezentował w kolejnym sezonie, który ukończył na siódme pozycji. Dziewięć razy zajmował miejsca w pierwszej dziesiątce, w tym raz stając na podium: 21 stycznia 1979 roku w Kitzbühel wygrał kombinację.
Najważniejszym punktem sezonu 1979/1980 były igrzyska olimpijskie w Lake Placid. Austriak był tam siódmy w slalomie, a giganta ukończył na osiemnastej pozycji. W zawodach Pucharu Świata wielokrotnie plasował się w czołowej dziesiątce, a trzykrotnie stawał na podium: 16 grudnia 1979 roku w Madonna di Campiglio był trzeci w kombinacji, 12 stycznia w Lenggries był drugi, a 4 marca 1980 roku w Chamonix zwyciężył w tej samej konkurencji. Pozwoliło mu to zająć piąte miejsce w klasyfikacji generalnej oraz trzecie w klasyfikacji kombinacji. Lepsi okazali się jedynie Phil Mahre z USA oraz Andreas Wenzel z Liechtensteinu. Steiner stracił cały kolejny sezon po tym jak na trasie Saslong w Val Gardena upadł po skoku, odnosząc ciężką kontuzję.
Powrócił do narciarstwa w sezonie 1981/1982, punktując kilkukrotnie. Najlepszy wynik osiągnął 14 marca 1982 roku w Jasnej, gdzie był trzeci w slalomie. W klasyfikacji generalnej był jednak ostatecznie dopiero czterdziesty. W lutym 1982 roku wziął także udział w mistrzostwach świata w Schladming, gdzie zdobył brązowy medal w kombinacji. W zjeździe uzyskał dopiero 23. czas, jednak w slalomie był najlepszy i awansował na najniższy stopień podium. W zawodach tych wyprzedzili go tylko Francuz Michel Vion i Szwajcar Peter Lüscher. Sezon 1982/1983 stracił z powodu kolejnej kontuzji, zerwania więzadła krzyżowego, której doznał po upadku na trasie Streif w Kitzbühel.
Steiner zdążył wyleczyć kontuzję i przygotować się do startów w sezonie 1983/1984. W zawodach PŚ dziesięć razy zajmował miejsca w pierwszej dziesiątce, a pięć razy stawał na podium. Odniósł jedno zwycięstwo: 22 stycznia 1984 roku w Kitzbühel wygrywając kombinację, trzykrotnie był drugi: 15 stycznia w Wengen w zjeździe, 17 stycznia w Parpan w kombinacji oraz 4 marca w Aspen ponownie w zjeździe. Ponadto raz zajął trzecie miejsce, w zjeździe, 21 stycznia w Kitzbühel. Podobnie jak w sezonie 1979/1980 zajął piąte miejsce w klasyfikacji generalnej oraz trzecie w klasyfikacji kombinacji. Tym razem wyprzedzili go Andreas Wenzel oraz Pirmin Zurbriggen ze Szwajcarii. Trzecie miejsce wywalczył również na rozgrywanych w lutym 1984 roku igrzyskach olimpijskich w Sarajewie, gdzie na podium stanął w zjeździe. Szybsi na olimpijskiej trasie byli jedynie Bill Johnson z USA oraz Peter Müller ze Szwajcarii. Na tych samych igrzyskach brał też udział w slalomie i slalomie gigancie, jednak w obu przypadkach kończył rywalizację już w pierwszych przejazdach. W slalomie został zdyskwalifikowany, a w gigancie wypadł z trasy.
W kolejnych sezonach Steiner osiągał słabsze wyniki, plasując się poza czołową dziesiątką klasyfikacji generalnej PŚ. W tym czasie najlepiej wypadł w sezonie 1985/1986, kiedy trzykrotnie stawał na podium: 30 grudnia w Wiedniu był trzeci w slalomie równoległym, a 7 lutego w Morzine i 15 marca 1986 roku w Whistler wygrywał w zjeździe. Zwycięstwo z Whistler było ostatnim w jego karierze. W klasyfikacji generalnej był osiemnasty, a w klasyfikacjach zjazdu i kombinacji zajmował ósmą pozycję. Ostatnie podium zawodów Pucharu Świata wywalczył 9 stycznia 1988 roku w Val d’Isère, gdzie był drugi w zjeździe. Punkty w sezonie 1987/1988 zdobył jeszcze tylko 29 stycznia w Schladming, gdzie był siódmy w tej samej konkurencji. W efekcie w klasyfikacji generalnej zajął 40. miejsce. W 1987 roku wystąpił na mistrzostwach świata w Crans-Montana, gdzie był czternasty w kombinacji. Brał również udział w rozgrywanych rok później igrzyskach olimpijskich w Calgary, zajmując siódme miejsce w zjeździe. Ponadto trzykrotnie zdobywał tytuł mistrza kraju: w kombinacji w latach 1976 i 1982 oraz w slalomie w 1982 roku. W 1988 roku zakończył karierę

## Osiągnięcia

### Igrzyska olimpijskie
| Miejsce | Dzień     | Rok  | Miejscowość | Konkurencja | Czas biegu | Strata | Zwycięzca         |
| ------- | --------- | ---- | ----------- | ----------- | ---------- | ------ | ----------------- |
| DNF     | 5 lutego  | 1976 | Innsbruck   | Zjazd       | 1:45,73    | -      | Franz Klammer     |
| 22.     | 14 lutego | 1976 | Innsbruck   | Slalom      | 2:03,29    | +11,61 | Piero Gros        |
| 18.     | 19 lutego | 1980 | Lake Placid | Gigant      | 2:40,74    | +5,02  | Ingemar Stenmark  |
| 7.      | 22 lutego | 1980 | Lake Placid | Slalom      | 1:44,26    | +1,15  | Ingemar Stenmark  |
| DNF     | 14 lutego | 1984 | Sarajewo    | Gigant      | 2:41,18    | -      | Max Julen         |
| 3.      | 16 lutego | 1984 | Sarajewo    | Zjazd       | 1:45,59    | +0,36  | Bill Johnson      |
| DSQ     | 19 lutego | 1984 | Sarajewo    | Slalom      | 1:39,41    | -      | Phil Mahre        |
| 7.      | 15 lutego | 1988 | Calgary     | Zjazd       | 1:59,63    | +2,56  | Pirmin Zurbriggen |

### Mistrzostwa świata
| Miejsce | Dzień     | Rok  | Miejscowość            | Konkurencja | Czas biegu | Strata     | Zwycięzca        |
| ------- | --------- | ---- | ---------------------- | ----------- | ---------- | ---------- | ---------------- |
| DNF     | 5 lutego  | 1976 | Innsbruck              | Zjazd       | 1:45,73    | -          | Franz Klammer    |
| 22.     | 14 lutego | 1976 | Innsbruck              | Slalom      | 2:03,29    | +11,61     | Piero Gros       |
| 14.     | 2 lutego  | 1978 | Garmisch-Partenkirchen | Gigant      | 3:02,52    | +5,33      | Ingemar Stenmark |
| 4.      | 5 lutego  | 1978 | Garmisch-Partenkirchen | Slalom      | 1:39,54    | +1,20      | Ingemar Stenmark |
| 18.     | 19 lutego | 1980 | Lake Placid            | Gigant      | 2:40,74    | +5,02      | Ingemar Stenmark |
| 7.      | 22 lutego | 1980 | Lake Placid            | Slalom      | 1:44,26    | +1,15      | Ingemar Stenmark |
| DNF1    | 7 lutego  | 1982 | Schladming             | Slalom      | 1:48,48    | –          | Ingemar Stenmark |
| 3.      | 5 lutego  | 1982 | Schladming             | Kombinacja  | 12,64 pkt  | +7,84 pkt  | Michel Vion      |
| 14.     | 1 lutego  | 1987 | Crans-Montana          | Kombinacja  | 28,27 pkt  | +74,72 pkt | Marc Girardelli  |

### Puchar Świata

#### Miejsca w klasyfikacji generalnej
- sezon 1975/1976: 16.
- sezon 1976/1977: 27.
- sezon 1977/1978: 39.
- sezon 1978/1979: 7.
- sezon 1979/1980: 5.
- sezon 1981/1982: 40.
- sezon 1983/1984: 5.
- sezon 1984/1985: 27.
- sezon 1985/1986: 18.
- sezon 1986/1987: 50.
- sezon 1987/1988: 40.

#### Zwycięstwa w zawodach
1. Kitzbühel – 21 stycznia 1979 – (kombinacja)
2. Chamonix – 4 marca 1980 – (kombinacja)
3. Kitzbühel – 22 stycznia 1984 – (kombinacja)
4. Morzine – 7 lutego 1986 – (zjazd)
5. Whistler – 15 marca 1986 – (zjazd)

#### Pozostałe miejsca na podium
1. Morzine – 17 stycznia 1976 (zjazd) – 3. miejsce
2. Kitzbühel – 16 stycznia 1977 (kombinacja) – 3. miejsce
3. Madonna di Campiglio – 16 grudnia 1979 (kombinacja) – 3. miejsce
4. Lenggries – 12 stycznia 1980 (kombinacja) – 2. miejsce
5. Jasná – 14 marca 1982 (slalom) – 3. miejsce
6. Wengen – 15 stycznia 1984 (zjazd) – 2. miejsce
7. Parpan – 17 stycznia 1984 (kombinacja) – 2. miejsce
8. Kitzbühel – 21 stycznia 1984 (zjazd) – 3. miejsce
9. Aspen – 4 marca 1984 (zjazd) – 2. miejsce
10. Garmisch-Partenkirchen – 26 stycznia 1985 (zjazd) – 3. miejsce
11. Wiedeń – 30 grudnia 1985 (slalom równoległy) – 3. miejsce
12. Val d’Isère – 9 stycznia 1988 (zjazd) – 2. miejsce